# Elfriede Müller
Elfriede Müller est une écrivaine allemande née en 1956 près de Mayence. Elle vit depuis 1993 à Berlin. Elle a été libraire, a fait des études d'histoire à Fribourg-en-Brisgau. 
Elle a été chargée de l'art public à l'Union professionnelle des artistes berlinois. Ses publications récentes portent entre autres sur l'affaire Garaudy/abbé Pierre (1997), les bolcheviques et la violence (1998), le nationalisme républicain et le fascisme en France (2000).
Elle a également publié Le Polar français, La fabrique, 2002.

## Œuvre
- Elfriede Müller, Alexander Ruoff, Histoire noire: Geschichtsschreibung im französischen Kriminalroman nach 1968 Éditions Transcript, 2007,  (ISBN 3899426959)
- Thomas Flierl et Elfriede Müller, Vom kritischen Gebrauch der Erinnerung Dietz, Berlin, 2009,  (ISBN 3320021710)
- Enzo Traverso et Elfriede Müller, Gebrauchsanleitungen für die Vergangenheit: Geschichte, Erinnerung, Politik Éditions Unrast, 2007,  (ISBN 3897714701)
- Notices d'autorité :   - VIAF
  - ISNI
  - BnF (données)
  - IdRef
  - LCCN
  - GND
  - Belgique
  - NUKAT
  - Norvège
  - Tchéquie
  - WorldCat